# Oud-Krispijn
Oud-Krispijn is een stadswijk van Dordrecht, in de Nederlandse provincie Zuid-Holland. De wijk ligt ten zuiden van het stadscentrum. Het was de eerste stadsuitbreiding ten zuiden van de spoorlijn. De bouw startte omstreeks 1915. In 2000 startte het project Oud Krispijn Vernieuwt, de herstructurering van het zuidelijk deel van de wijk.
De wijk is genoemd naar de Uitspanning Krijspijn, die tot 1904 op het landgoed van de zeventiende-eeuwse edelman Crispijn van Outgaerden lag, wiens voornaam krullenbol of kroeskop betekent. De uitspanning stond op de tweesprong van de Brouwersdijk en de Spuiweg, waarvan het deel tot aan de spoorlijn bij de bouw van de wijk werd omgedoopt tot Krispijnseweg.
Oud-Krispijn ligt ten westen van de Krispijnseweg; ten oosten ervan vindt men Nieuw-Krispijn, gebouwd na de Tweede Wereldoorlog. Oud-Krispijn zelf is in te delen in twee delen. Het noordelijke deel, van de spoorlijn tot aan de Frans Lebretlaan en Bosboom-Toussaintstraat, heeft straten genoemd naar schrijvers en componisten uit de zeventiende, achttiende en negentiende eeuw.
Het zuidelijke deel tussen de Bosboom-Toussaintstraat en de Laan der Verenigde Naties, heeft straten die vernoemd zijn naar negentiende-eeuwse schrijvers (Krispijnse Driehoek, tussen Krispijnseweg en Brouwersdijk) en schilders (ten westen en zuiden van de Brouwersdijk: Mauvebuurt, Vincent van Goghbuurt en Patersweg en omgeving).
Krispijn is een echte volksbuurt en vooral het zuidelijk deel is bewoond door mensen met lage inkomens. Hier staan ook de sociale huurwoningen van de woningcorporaties. Vanwege een aantal problemen (slechte kwaliteit woningen en woonomgeving, sociale problemen, werkloosheid, overlast, criminaliteit) startten gemeente en woningcorporaties het project Oud Krispijn Vernieuwt (2000 - 2013). Doel van het project was om in dit deel van de wijk de leefbaarheid te verbeteren, het aantal huurwoningen te verminderen (sloop en vervanging door nieuwbouw van overwegend koopwoningen, ruimte creëren voor groen, speelruimte en parkeren) en de sociale problemen op te lossen (aandacht voor scholing, wijkeconomie, activeren bewoners, zorgnetwerk, veilig verkeer).